# Comité pour la préservation de la Maison-Blanche

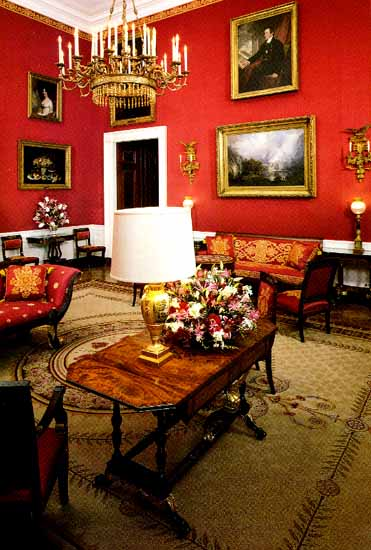
Le Salon rouge de la Maison-Blanche avant rénovations pendant l'administration de Bill Clinton.

Le Comité pour la préservation de la Maison-Blanche (Committee for the Preservation of the White House) est un comité de conseil chargé de la préservation de la Maison-Blanche, résidence officielle et principal lieu de travail du président des États-Unis. Le comité est largement composé de citoyens américains nommés par le président pour leur expérience dans la préservation historique, l'architecture, les arts décoratifs et leurs connaissances académiques dans ces domaines.   
Le comité fut créé par un ordre exécutif de 1964 du président Lyndon Johnson pour remplacer le temporaire Comité d'ameublement de la Maison-Blanche créé par la First Lady Jacqueline Kennedy lors de la rénovation Kennedy du bâtiment (1961–1963). Le comité est chargé d'établir les politiques relatives aux fonctions de musée que joue la Maison-Blanche, ses salles d'État et ses collections. Il travaille également avec l'Association historique de la Maison-Blanche pour faire des recommandations sur les acquisitions pour la collection permanente de la Maison-Blanche et fournir des conseils pour les changements dans les principales pièces du rez-de-chaussée, l'étage d'État (State floor) et les suites historiques des invités du second étage (l'étage de résidence).
L'ordre exécutif déclare que le conservateur de la Maison-Blanche, l'huissier en chef de la Maison-Blanche, le secrétaire de la Smithsonian Institution, le président de la Commission des beaux-arts des États-Unis et le directeur de la National Gallery of Art sont membres ex officio du comité. Le directeur du National Park Service préside le comité (le site de la Maison-Blanche est inclus dans le President's Park, un des parcs nationaux de Washington gérés par le National Park Service)  et la First Lady est présidente honoraire du comité.

## Source
- (en) Cet article est partiellement ou en totalité issu de l’article de Wikipédia en anglais intitulé « Committee for the Preservation of the White House » (voir la liste des auteurs).